# Wolfgang Weber (Keramiker)
Wolfgang Weber (* 26. Dezember 1937 in Plauen; † 19. Januar 2025) war ein deutscher Keramiker.

## Leben und Werk
Wolfgang (Wolfgang Horst) Weber absolvierte ab 1951 eine Lehre als Dekorationsmaler und arbeitete bis 1958 in seinem Beruf. Daneben besuchte er die Mal- und Zeichenschule Zwickau, wo seine Lehrer Karl Michel, Tatjana Lietz und Erik Magnus Winnertz waren. Von 1958 bis 1961 studierte er Farbgestaltung bei Paul August, Kurt Hermann Kühn und Werner Nerlich an der Fachschule für Werbung und Gestaltung Berlin-Oberschöneweide und von 1961 bis zum Diplom als Keramiker 1966 bei Wolfgang Henze, Rudolf Kaiser und Arno Mohr an der Kunsthochschule Berlin-Weißensee. Dann hatte er dort bis 1967 eine Aspirantur. Ab 1967 arbeitete er freischaffend in Berlin. Er schuf insbesondere als Auftragsarbeiten architekturbezogene Keramiken und Werke für den öffentlichen Raum. Als der Verband Bildender Künstler der DDR ein Kollektiv für die Erarbeitung einer Konzeption zur künstlerischen Gestaltung des Wohngebiets Marzahn I formierte, wurde er dessen Leiter. Neben seiner Arbeit als Keramiker betätigte Weber sich erfolgreich als Zeichner. Er arbeitete auch als Leiter eines Keramik-Zirkels an der Volkshochschule Friedrichshain.
Weber hatte Einzelausstellungen und beteiligte sich an Gruppenausstellungen und an internationalen Symposien und unternahm Studienreisen ins Ausland. Ab 1998 fuhr er im Sommer regelmäßig zur künstlerischen Arbeit nach Neuentempel.
Elena Pogrzeba, die Tochter Webers, ist Fotografin.

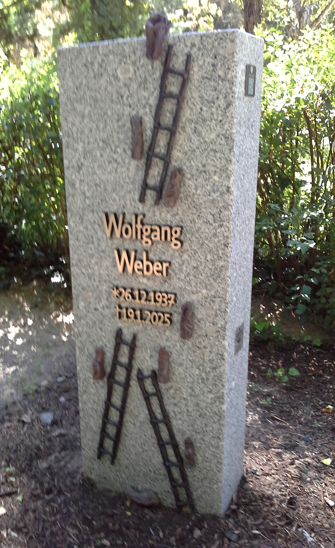
Grab Wolfgang Webers

Weber wurde in der Künstlerabteilung des Zentralfriedhofs Friedrichsfelde beigesetzt.

## Mitgliedschaften
- 1967 bis 1990: Verband Bildender Künstler der DDR
- 1990 bis 2012: Allianz Deutscher Designer
- ab 1991: Bundesverband Bildender Künstlerinnen und Künstler

## Ehrungen
- 1981: Orden Banner der Arbeit Stufe I (im Kollektiv)
- 1984: Kunstpreis des FDGB (im Kollektiv)

## Rezeption
„Wolfgang Weber erweist sich als ein philosophierender Zeichner, der existenzielle Fragestellungen in einer eigenwilligen Bildsprache darstellt. Der menschliche Körper ist der Hauptgegenstand der künst-lerischen Arbeit. Mit seinen in feinen Linien und Schraffuren ausge-führten großformatigen Handzeichnungen macht er kritisch auf Ge-fährdungen unserer Gesellschaft, auf unsere eigenen Schwächen, auf unsere eigene Verantwortung aufmerksam.“

## Keramische Werke (Auswahl)
- Die Macht der Strahlen (1969; farbige Kugeln aus Glas und Keramik an einer Zwei-Figuren-Gruppe von Ingeborg Hunzinger; Berlin, Friedrichshagener Straße 9)[3]
- Voigtländische Landschaft (um 1979, Relief)
- Vegetation (1980, Relief, farbig glasiert, ca. 15 m², Berlin-Marzahn, Helene-Weigel-Platz; mit Horst Göhler)
- Dekorative Giebelgestaltung an einem zehngeschossigen Wohnhaus-Block (1981; Baukeramik; Berlin-Marzahn)[4]
- Große Blüten (1983; monumentale Blüten als Bestandteil eines Ensembles aus sieben Betonstelen; Berlin, Park Akazienwäldchen, Nähe Murzahner Ring 25)[5][6]
- Uckermärker Landschaften (1985, sieben Keramikreliefs, farbig glasiert; Berlin-Marzahn, damalige Klubgaststätte Uckermärker Krug; mit Horst Göhler)[7]
- Tag und Nacht (1988, Bodengestaltung, Ø 6 m, Höhe. 85 cm; Berlin, Salvador-Allende-Straße 2–8, Park der heutigen DRK-Kliniken Köpenick)[8]

## Ausstellungen (unvollständig)

### Einzelausstellungen
- 2014: Gut Gödelitz („Kunstgedanken–Zeitgedanken“; Handzeichnungen; mit Elena Pogrzeba)[2]

### Gruppenausstellungen
- 1976 und 1979: Berlin, Bezirkskunstausstellungen
- 1982/1983 und 1987/1988: Dresden, IX. und X. Kunstausstellung der DDR